# Marina Elali (álbum)
Marina Elali é o álbum de estreia da cantora brasileira Marina Elali, com produção de Guto Graça Mello, Júnior Mendes e da própria cantora. Teve como singles as faixas "Você", "Mulheres Gostam", "One Last Cry" e "Sabiá".

## Faixas
| N.º | Título                | Duração |  |
| 1.  | "Intro"               |         |  |
| 2.  | "Só por Você"         |         |  |
| 3.  | "Vem Dançar"          |         |  |
| 4.  | "Vem Vem"             |         |  |
| 5.  | "Hipnotizar Você"     |         |  |
| 6.  | "Meninos do Brasil"   |         |  |
| 7.  | "Frágil"              |         |  |
| 8.  | "O Amor e o Poder"    |         |  |
| 9.  | "Você"                |         |  |
| 10. | "Conselhos"           |         |  |
| 11. | "Mulheres Gostam"     |         |  |
| 12. | "Só por você (Remix)" |         |  |
| 13. | "Sabiá"               |         |  |
| 14. | "One Last Cry"        |         |  |

## Desempenho nas tabelas musicais
| Tabelas musicais       | Melhor posição |
| ---------------------- | -------------- |
| Brasil - Parada de CDs | 1              |
| Brasil (ABPD)          | 1              |

## Vendas e certificações
| País / Certificadora | Certificação | Vendas    |
| -------------------- | ------------ | --------- |
| Brasil ABPD          | Ouro         | + 200.000 |

## Presença em Trilhas Sonoras
Marina Elali teve duas canções inseridas em trilhas sonoras de novelas. A primeira foi "Você" que fez parte da trilha nacional da novela "América", exibida pela TV Globo em 2005. Na trama de Gloria Perez, a canção foi tema dos personagens "Sol" e "Tião", interpretados por Deborah Secco e Murilo Benício. Em 2006 foi a vez de "One Last Cry" integrar a trilha internacional da novela "Páginas da Vida". Na novela escrita por Manoel Carlos, a canção foi tema da personagem "Nanda" de Fernanda Vasconcellos".